# Нервьон
Нервьо́н (баск. Nerbioi, исп. Nervión) — река в северной Испании (Кастилия-Леон и Страна Басков), протекает через город Бильбао, впадает в Бискайский залив. В нижнем течении от впадения реки Ибайсабаль образует эстуарий Бильбао. Длина реки составляет 75,6 км, площадь водосборного бассейна — 1595-1814 км² (крупнейшая в Стране басков).
Среднегодовой расход воды составляет 29,14 м³/с, минимальный среднегодовой — 13,56 м³/с, максимальный — 41,0 м³/с.

## География

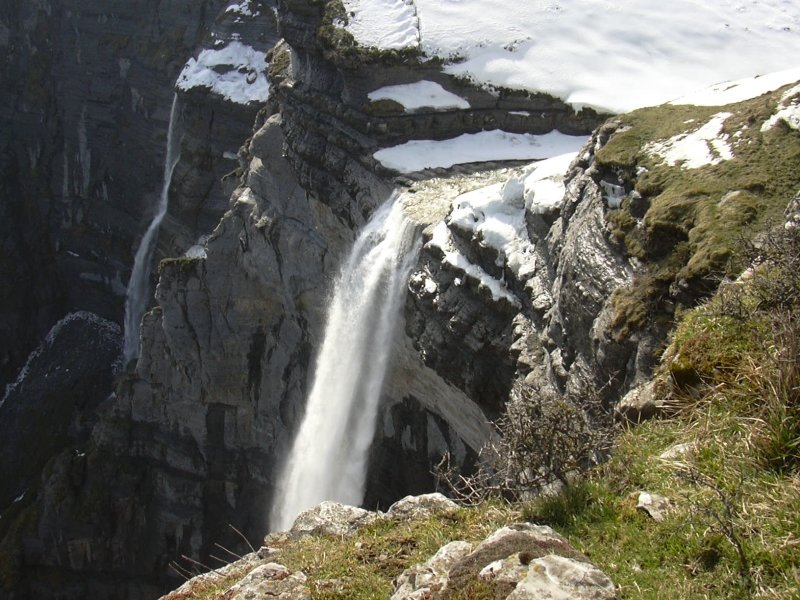
Каньон и водопад Делика

Исток расположен недалеко от Бургоса. Недалеко от истока река образует водопад Salto del Nervión (высочайший водопад Испании) в каньоне Делика (Алава), течёт по узкому каньону, потом протекает через муниципалитеты Амуррио и Льодио. Ниже Льодио река образует меандры, после чего втекает на территорию Гран-Бильбао. В Бильбао в реку впадает Кадагуа, далее она протекает через Сестао и Португалете и впадает в Бискайский залив.
Верхняя часть эстуария узкая (50-150 м) и мелкая (2-9 м), нижняя — широкая (до 3,8 км) и глубокая (14-30 м).
Крупнейшими притоками являются Альтубе (26,3 км), Себерио (14,0 км), Ибайсабаль (45,2 км) и Кадагуа (61,6 км).

## Наводнения
Река неоднократно становилась причиной наводнений в городе. Большинство наводнений в реке происходили весной и осенью.
Последнее крупное наводнение произошло в августе 1983 года. 27 августа, во время праздненств «Большой недели». В некоторых точках вода поднялась более чем на 5 м. Наводнение, вызванное проливными дождями, оставило весь регион без света и телефонной связи и привело к гибели десятков человек и ущербу около 1,2 млрд евро.
Продолжаются работы по борьбе с наводнениями.

## История и экономика
Перевал возле Ордунии, связывающий внутреннее плато Испании с долиной Нервьон на протяжении многих лет служил перевалочным пунктом. С древних времён долина реки являлась важным связующим звеном для провинции Бискайя — основная ж/д, соединяющая Бильбао с остальной Испанией была построена вдоль реки в 1863 году.
Раньше работоспособность порта Бильбао полностью зависела от судоходства на последних 15 км реки, сейчас же порт вынесен к морю.

## Архитектурные и инженерные объекты
На берегу реки стоит Музей Гуггенхейма в Бильбао.
Португалете и Санта-Аренас соединяет Бискайский мост, построенный в 1893 году, действующий по принципу летающего парома. Мост имеет высоту 45 м и длину 160 м. В 2006 году мост был признан объектом всемирного наследия ЮНЕСКО.

## Экология
Низовья реки загрязнены, измерения 1980-х годов показали концентрацию кислорода ниже 4 мг/л.
В среднем течении реки высока концентрация кальция, сульфата и хлорида, так как в бассейне распространены меловые скалы.
Измерения 2018—2019 годов показали содержание взвешенных частиц 10,8-32,0 мг/л; ТОС — 5,3-14,0 мг/л; кислотность воды — 7,8-8,4; концентарция арстворимого кислорода — 8,0-12,1 мг/л. Солёность воды в эстуарии составляет 22-32 ‰.